# Roklinka
Roklinka (v originále Rivendell, sindarsky Imladris, v západštině Karningul nebo jinak také Poslední domácký dům východně od moře) je sídlo elfů ve Středozemi J. R. R. Tolkiena. Založil ji půlelf Elrond ve Druhém věku (4 nebo 5 tisíc let před událostmi Pána prstenů) a byl jejím pánem, dokud neodplul s nositeli Prstenu. Žila zde také Celebrían, Elrondova manželka, Elladan a Elrohir, jejich synové, a Arwen, jejich dcera, z dalších známých elfů pak Glorfindel a Erestor. Z lidí v Roklince vyrůstal například Aragorn.
Roklinka je umístěna na okraji strmé úzké rokle v „Koutci“ mezi řekami Bruinen (Bouřná) a Mšená, na úpatí Mlžných hor.
Byl zde uložen Narsil, meč, jenž byl zlomen a znovu skut, po skutí se mu říkalo Andúril.
V Roklince se roku 3018 T. v. konala Elrondova rada, na které bylo rozhodnuto jak naložit s Jedním prstenem.
Na počátku Čtvrtého věku byla Roklinka opuštěna. Elrond s mnoha elfy odplul do Valinoru, zbytek pak odešel do elfské kolonie v Ithilienu nebo do království v Temném hvozdu.